# Diaporthe hippophaes
Diaporthe hippophaes är en svampart som beskrevs av E. Bommer, M. Rousseau & Sacc. 1891. Diaporthe hippophaes ingår i släktet Diaporthe och familjen Diaporthaceae.   Inga underarter finns listade i Catalogue of Life.